# Герб Брейтовского района
Герб Брейтовского района — официальный символ административно-территориальной единицы и муниципального образования Брейтовский муниципальный район Ярославской области. Герб утверждён 9 марта 2006 года, в Государственный геральдический регистр Российской Федерации не внесён.

## Описание и символика
Официальное описание герба и его символики:
В верхней части геральдического щита — слово „Брейтово“, означающее название районного центра; в левой верхней части — на красном фоне медведь с секирой, что означает принадлежность района к Ярославской области; в правой нижней части — жёлтый колос, означающий сельскохозяйственную направленность экономики; чайка на голубом фоне отражает географическую особенность Брейтовского района

## История
В 1970 году Брейтовский райком партии утвердил герб района, автором которого стал Павел Михайлович Горбунцов. Герб был аналогичен современному, чайка над морем выступала как символ реки Сить и Рыбинского водохранилища.
Герб (названный в законе эмблемой) Брейтовского района утверждён Собранием представителей Брейтовского муниципального округа Решением №9 от 18 августа 2000 года. Решение подписал Глава Брейтовского муниципального округа, Председатель Собрания С.И. Карабицкий. Изображение и символика герба основывались на гербе 1970 года: «Эмблема Брейтовского района представляет собой геральдический щит, в верхней части которого помещается слово „Брейтово“, означающее название районного центра; в левой верхней части на красном фоне изображён медведь с секирой, что означает принадлежность района к Ярославской области; в правой нижней части изображен жёлтый колос, означающий сельскохозяйственную направленность экономики, и чайка на голубом фоне отражает географическую особенность Брейтовского района».
Современный герб Брейтовского муниципального района утверждён Решением Собрания представителей Брейтовского муниципального района Ярославской области от 9 марта 2006 г. №116 «Об утверждении Положения о гербе Брейтовского муниципального района».